# Shivangi
La subtinent Shivangi (nascuda el 15 de març de 1995) serveix a L'armada Índia. Va ser la primera dona del país en convertir-se en pilot naval el 2 de desembre de 2019.

## Primers anys de vida i entorn familiar
Shivangi Singh va néixer el 15 de març de 1995 al districte de Muzaffarpur, a Bihar, a l'Índia, filla del mestre d'escola Hari Bhushan Singh i de Priyanka Singh. Shivangi prové d'un humil entorn agrari. Durant la seva infància, un ministre assistí en helicòpter a un acte polític del seu poble natal. La visió de l'aeronau i la seva proximitat la van inspirar a convertir-se en pilot. "En la meva ment sorgí la idea que potser algun dia també volaria en alguna cosa així".
Va obtenir una llicenciatura en tecnologia en enginyeria mecànica per l'Institut de Tecnologia Sikkim Manipal. Actualment é 25 anys (a partir del 2020) i no manté cap cognom.
Hari Bhushan Singh, el seu pare, és ara el director d'una escola pública femenina. El terreny on s'aixeca fou donat per l'avi de Shivangi amb la intenció de promoure l'educació femenina i ajudar a superar el rebuig social que aquesta genrava. La seva mare Priyanka és mestressa de casa.

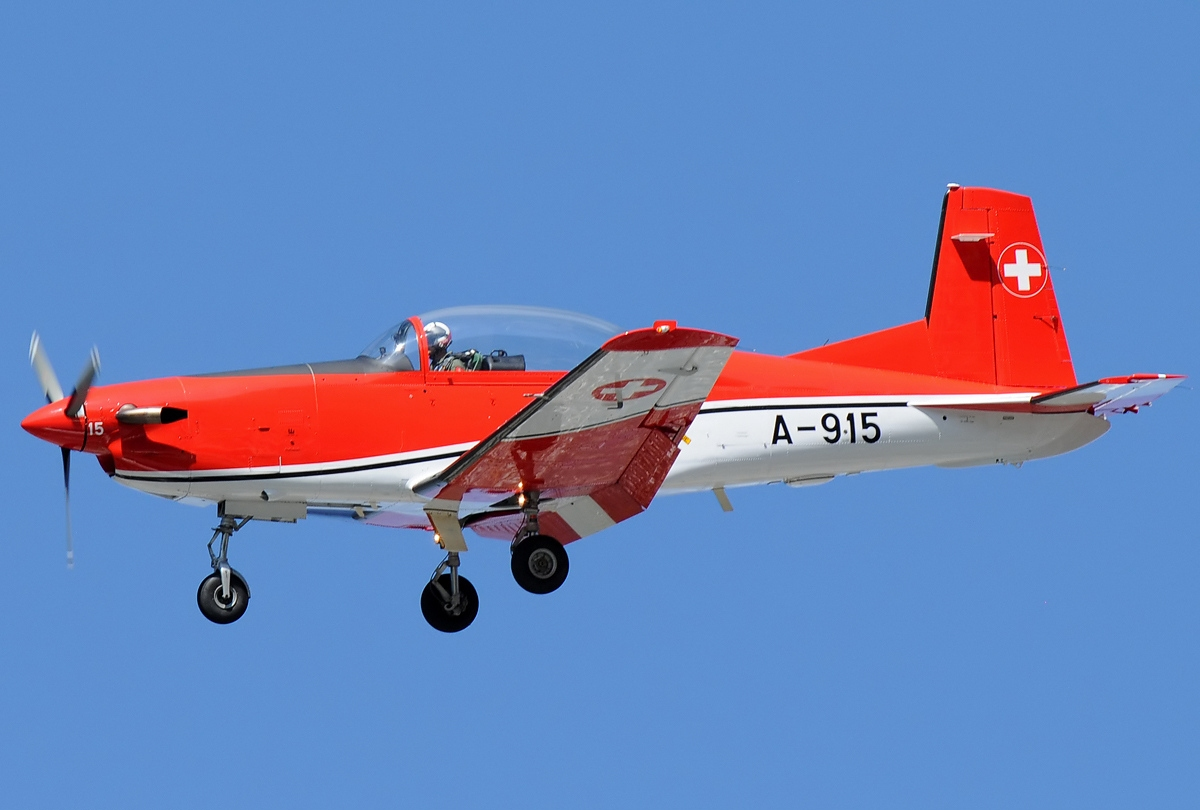
Entre 2018 i 2019, Shivangi rebé instrucció en l'avió d'entrenament Pilatus PC-7

## Carrera militar
Shivangi va ingressar a la Marina de l'Índia en virtut de l'esquema d'ingrés de pilots de la Short Service Commission (SSC). El juny de 2018 va ser destinada a l'armada índia.
Va realitzar dos cursos successius de sis mesos: primer el Curs d'Orientació Naval a l'Acadèmia Naval de l'Índia i el segon a l'Acadèmia de la Força Aèria on es va formar amb el monoplà Pilatus PC-7 MkII. Durant els sis mesos anteriors al desembre del 2019, va aprendre a volar l'avió Dornier a l'Esquadró Aeronaval Indi 550.
Shivangi es va convertir en la primera dona pilot de la Marina índia el 2 de desembre de 2019.
Està previst que posteriorment es converteixi en pilot operatiu en avions de reconeixement marítim (MR) després de completar la seva formació, a partir de desembre de 2019.